# Râul Dornești
Râul Dornești este un curs de apă, afluent al râului Bistrița. 